# نیکولاس گیین
نیکولاس کریستوبال گیین باتیستا (زادهٔ ۱۰ ژوئیه ۱۹۰۲- درگذشتهٔ ۱۶ ژوئیه ۱۹۸۹) یک شاعر دورگه آفریقایی کوبایی بود.

## زندگی‌نامه
وی در کاماگوئه، کوبا متولد شد. او در دانشگاه هاوانا در رشتهٔ حقوق تحصیل کرد اما به زودی حرفهٔ حقوقی را ترک گفت و به عنوان مأمور چاپخانه و روزنامه‌نگار مشغول به کار شد.
از اوایل دههٔ ۱۹۲۰، اشعار وی در مجلات مختلفی به چاپ می‌رسید و اولین مجموعه اشعار او با نام «انگیزه‌های مطبوع» (به اسپانیایی: Motivos de son) در سال ۱۹۳۰ به چاپ رسید.
رژیم ماچادو (به اسپانیایی: Machado) در سال ۱۹۳۳ سرنگون شد اما سرکوبی‌ها شدت یافت. در سال ۱۹۳۶؛ گیین به همراه دیگر ویراستاران مدیودیا (به اسپانیایی: Mediodía) با اتهامات دروغین دستگیر شدند و مدتی را در زندان گذراندند. سال بعد او به عضویت حزب کمونیسم درآمد و به اولین سفر خارج از کشور به مقصد اسپانیا رفت تا در کنگرهٔ هنرمندان و نویسندگان شرکت کند. همجنین در داخل اسپانیا به سفر پرداخت تا از جنگ‌های داخلی گزارش تهیه کند.
گیین در سال ۱۹۴۰ به کوبا بازگشت و به عنوان کاندیدای حزب کمونیسم در انتخابات محلی شرکت کرد. سال بعد تقاضای وی برای ویزای آمریکا رد شد. با این حال او در ۲۰ سال آینده دست به سفرهای گسترده‌ای در آمریکای جنوبی، چین و اروپا زد. او در سال ۱۹۵۳ توسط دولت باتیستا از ورود به کوبا منع شد. اما بعد از انقلاب کوبا، فیدل کاسترو بازگشت او را به کشور گرامی داشت. وی به عنوان رئیس «انجمن ملی نویسندگان کوباً برگزیده شد. با این حال او اشعاری مهیج و کنایه‌آمیز با برجسته کردن اوضاع اجتماعی سرود که می‌توان از آن میان به» مشکلات پس رفت «(به اسپانیایی: Problemas de Subdesarrollo) و» دو کودک" (به اسپانیایی:Dos Niños) اشاره کرد.
شاید گیین، سرشناس‌ترین پرچم‌دار اشعار سیاه‌پوستی است که سعی کرد ترکیبی بین عناصر فرهنگی سیاهان و سفیدان (فرهنگ دورگه) به وجود آورد. ویژگی سروده‌های او بهره‌گیری از نام‌آواها است که در واقع تلاشی است برای تقلید صدای طبل و دهل و ریتمی دلپذیر. قطعهٔ سمفونی «سنسمایا» (به اسپانیایی: Sensemayá) اثر» سیلوستره رووئلتاس براساس شعری به همان نام از گیین است که به عنوان بهترین اثر این موسیقی دان شناخته می‌شود.
نیکولاس گیین در سال ۱۹۸۹ در سن ۷۸ سالگی از دنیا رفت و در قبرستان کولون در هاوانا به خاک سپرده شد.
خواهرزادهٔ وی، «نیکولاس گیین لاندریان» (به اسپانیایی: Nicolás Guillén Landrián) یک فیلم‌ساز تجربی کوبایی بود. (۱۹۸۳–۲۰۰۳)
وی در سال ۱۹۵۴ برندهٔ «جایزهٔ صلح لنین» شد.

## دیگر آثار
- انگیزه‌های مطبوع Motivos de son (۱۹۳۰)
- Sóngoro Cosongo (۱۹۳۱)
- West Indies, Ltd. (۱۹۳۴)
- نان خشک برای سربازانCantos para soldados (۱۹۳۷)
- کبوتری با پروازی به‌یادماندنی (گزیده‌ها) La paloma de vuelo popular: Elegías (۱۹۵۸)

## نمونه شعر
من ندانم ز چه رو پنداری…
من ندانم ز چه رو پنداری
کز تو من بیزارم ای سرباز،
زان که ما یک چیزیم
من و
تو.
تو تهی‌دستی، من هم چون تو
من ز اعماقم، تو نیز چو من.
این گمانت ز کجا آمده‌است
کز تو من بیزارم ای سرباز؟
دردناک است که گهگاه تو از یاد بری
چه کسی هستم من.
عجبا، زیرا من هستم تو
به‌همان گونه که تو هستی من.
باری امّا نه به‌این خاطر من
کینه‌ای از تو به‌دل می‌گیرم.
زان که ما یک چیزیم
من و
تو،
من ندانم ز چه رو پنداری،
کز تو من بیزارم ای سرباز.
یکدگر را من و تو می‌بینیم
در خیابانی واحد با هم،
من و تو دوش به‌دوش
نفرتی نه در من یا در تو.
باری، امّا تو و من می‌دانیم
که من و تو به‌کجا رهسپریم…
من ندانم ز چه رو پنداری،
کز تو من بیزارم ای سرباز!